# جان پل
جان پل (انگلیسی: John Pell؛ ۱ مارس ۱۶۱۱ – ۱۲ دسامبر ۱۶۸۵) نظریه‌پرداز و ریاضی‌دان اهل انگلستان در زمینه نظریه اعداد بود.